# Philippe Gasté
Pour les articles homonymes, voir Gasté.
Philippe Gasté est un acteur et un scénariste français, né le 31 août 1938 à Boulogne-Billancourt et mort le 29 juillet 2003 à Neuilly-sur-Seine.
Il n’a pas de lien de parenté avec Loulou Gasté.

## Biographie

### Carrière
Philippe Gasté est essentiellement connu pour sa collaboration avec le réalisateur Jean-François Davy avec lequel il tourne à cinq reprises. Le metteur en scène en a fait la vedette masculine de sa « trilogie paillarde », commencée en 1972 avec le succès de Bananes mécaniques, qu'il poursuit avec Prenez la queue comme tout le monde et Q. 
Gasté y a pour partenaires Marie-Georges Pascal, Monique Vita et Anne Libert avec qui il partage régulièrement l'affiche. Si le réalisateur salue les talents et la créativité de son interprète fétiche, celui-ci semble devoir rester confiné au genre érotique qui connait d'ailleurs son âge d'or. Du moins, le « french lover » s'exporte bien et tourne dans quatre productions allemandes.

Dans la seconde moitié des années 1970, Philippe Gasté se fait plus rare. Christian Gion, avec qui il a écrit le scénario de Les Couples du Bois de Boulogne, lui offre de petits rôles dans deux de ses comédies. En 1981, Joël Séria lui confie le rôle principal de San-Antonio ne pense qu'à ça avec Pierre Doris, Hubert Deschamps et Jeanne Goupil à ses côtés. Il est ainsi le deuxième comédien, après Gérard Barray et avant Gérard Lanvin, à incarner le héros de Frédéric Dard.

## Filmographie
- 1962 : Paris champagne de Pierre Armand :
- 1970 : Tropique du Cancer (Tropic of Cancer) de Joseph Strick : le passager du train
- 1971 : Dossier prostitution  de Jean-Claude Roy : un inspecteur
- 1971 : La Débauche de Jean-François Davy : Pierre Chauvet
- 1972 : Pénélope, folle de son corps d'Alain Magrou : Tiphaine
- 1972 : Le Seuil du vide de Jean-François Davy :
- 1972 : Un flic de Jean-Pierre Melville : un policier
- 1972 : Le Fils du ciel série télévisée d'Alain Dhénaut : Guillaume Roy
- 1973 : C'est la queue du chat qui m'électrise (Hausfrauen Report international) d'Ernst Hofbauer : le chauffeur de taxi
- 1973 : Chaleurs profondes (Was Altern wirklich wissen sollten) d'Ernst Hofbauer et Walter Boos (en) : Edgar Santen
- 1973 : Ce que les étudiantes ne racontent pas (de) (Was Schulmädchen verschweigen) d'Ernst Hofbauer : Mario Messina
- 1973 : Bananes mécaniques de Jean-François Davy : François
- 1973 : Prenez la queue comme tout le monde de Jean-François Davy : Gerry
- 1973 : Requiem pour un vampire (ou Vierges et vampires) de Jean Rollin : Frédéric
- 1974 : Club privé pour couples avertis de Max Pécas : Marcel
- 1974 : Les Couples du Bois de Boulogne de Christian Gion : Bernard
- 1974 : Q / Au plaisir des dames de Jean-François Davy : Gilles Pilard
- 1975 : C'est dur pour tout le monde de Christian Gion : Étienne
- 1976 : Les Nuits chaudes de Justine de Jean-Claude Roy : Mick Farèse
- 1978 : Candide Lolita (Emanuelle e Lolita) d'Henri Sala : Frank
- 1978 : One, Two, Two : 122, rue de Provence de Christian Gion
- 1978 : Liebesgrüße aus der Lederhose, 5. Teil: Die Bruchpiloten vom Königssee de Gunter Otto : Philippe Leblanc
- 1981 : San-Antonio ne pense qu'à ça de Joël Séria : le commissaire San-Antonio
- 1985 : L'Exécutrice de Michel Caputo

## Théâtre
- 1972 : Boeing-Boeing de Marc Camoletti, mise en scène Christian-Gérard, Comédie Caumartin : Bernard
- 1979 : Boeing-Boeing de Marc Camoletti, mise en scène Christian-Gérard, Comédie Caumartin : Bernard